# Северная симфония (оркестр)

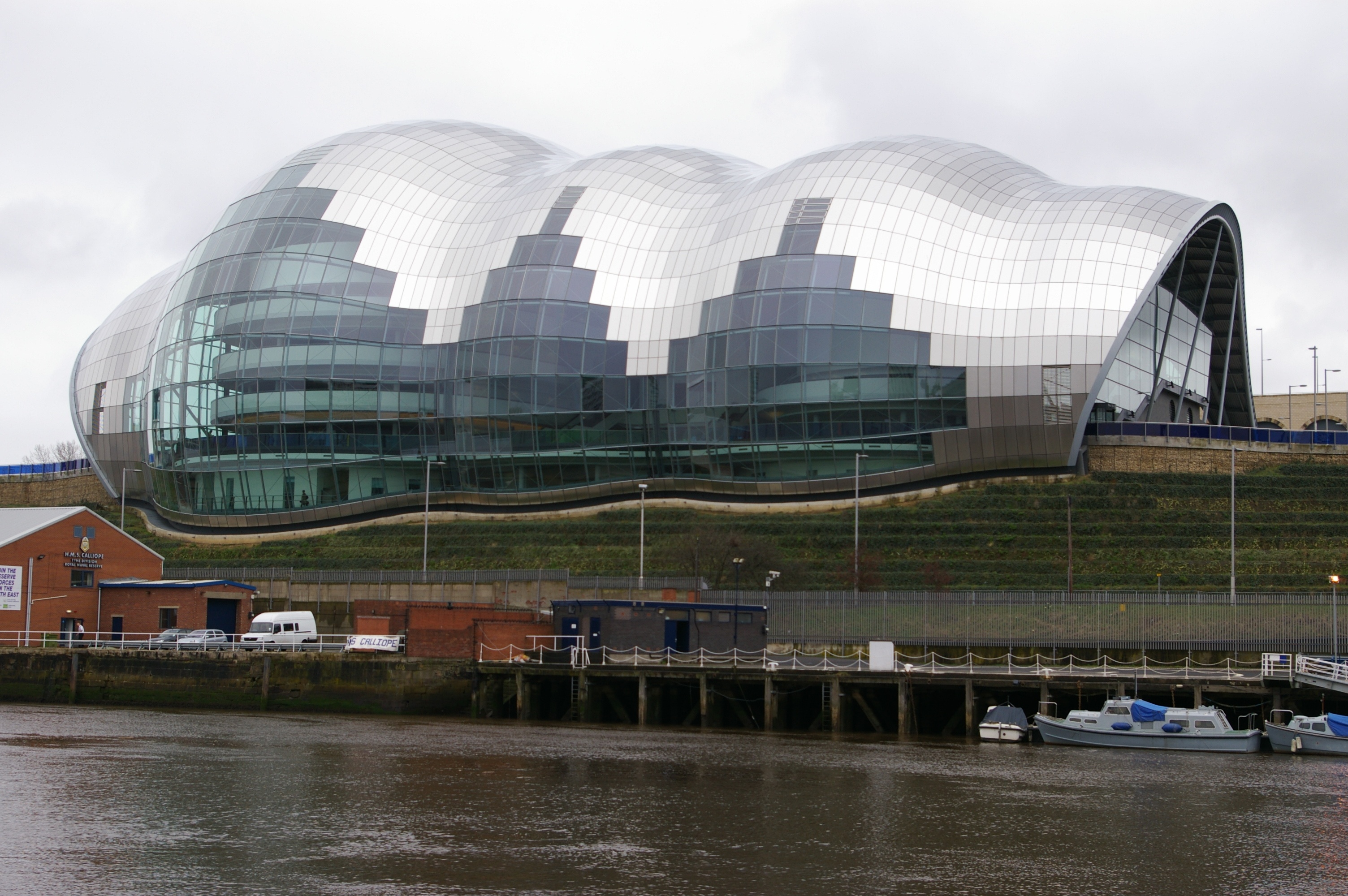
Концертный зал The Sage Gateshead — домашняя площадка оркестра

«Северная симфония» (англ. Northern Sinfonia) — британский камерный оркестр. Основан в 1958 г. в городе Ньюкасл-апон-Тайн. В 2004 г. перебазировался в соседний город Гейтсхед, где по проекту Нормана Фостера был возведён новый концертный комплекс The Sage Gateshead («Сага»).

## Музыкальные руководители
- Майкл Холл (1958—1964)
- Рудольф Шварц (1964—1973)
- Кристофер Симен (1973—1979)
- Тамаш Вашари и Иван Фишер (1979—1982)
- Ричард Хикокс (1982—1990)
- Генрих Шифф (1990—1996)
- Жан Бернар Помье (1996—1999)
- Томас Цетмайр (с 2002 г.)